# 五代會要
《五代会要》，北宋王溥所撰，共三十卷。
乾德元年（963年），王溥告老还乡的前一年，修成《五代会要》三十卷，共設二百七十九目，體例循仿《唐會要》，分帝系、礼、乐、学校、宗教、选举、职官、刑法、食货、舆服、历数、災異、四裔等13門。
《五代会要》成书於《新五代史》和《旧五代史》之前，依五代时期的各朝实录的诏令、奏议分类编纂而成，是研究五代典章制度必不可少的史料，价值很高，可視為《通典》之續編。由於《舊五代史》是輯本，《新五代史》又僅有司天、職方二考，《五代會要》遂成為研究五代“禮法刑政沿革”的唯一史料。關於唐初世族之升降，唐役使民工興建諸宮、府兵、養馬、都督府的設置、佛寺之興建等皆有記載，足補正史之缺。《五代会要》撰成后，藏于史馆。北宋庆历六年（1046年）文彦博初刊于四川，施元之復刊於徽，乾隆時期有活字本。四库馆臣称该书“收放失旧闻，厥功甚伟”，又说：“读五代史者，又何能无此一书哉！”1991年上海古籍出版社出版標點本。